# Бог Докинза: Гены, мемы и смысл жизни
«Бог Докинза: Гены, мемы и смысл жизни» (англ. Dawkins' God: Genes, Memes, and the Meaning of Life) — книга Алистера Макграта, посвящённая критике атеистической позиции Ричарда Докинза.

## Содержание книги
Книга начинается с обзора дарвинизма и теорий эволюции. Затем автор приводит идею Докинза о том, что достижения современной науки должны убедить любого здравомыслящего человека в несуществовании Бога. В книге высказываются следующие мысли:
- Наука не может ни подтвердить, ни опровергнуть существование Бога;
- Теория эволюции одинаково соотносится с любым мировоззрением: атеистическим, агностическим и христианским;
- Идея Докинза о роли мемов в развитии человечества более антинаучна, чем христианские догматы[1];
- Докинз некомпетентен в вопросах религии и неправильно характеризует верующих.

В частности, Макграт утверждает, что заявление Докинза о том, что религия требует слепой, безосновательной веры, не соответствует христианской позиции. Более того, он утверждает, что подобной веры требуют именно «атеистические теории» Докинза — так как, по мнению Макграта, он и сам не подкрепляет их доказательствами.

## Ответ Докинза
В ответ на эту книгу и на обвинения в некомпетентности по вопросам религии
Ричард Докинз писал:

Конечно, мне и раньше встречалась эта точка зрения. На первый взгляд, она привлекательна. Однако эта точка зрения предполагает, что в христианской теологии есть вещи, в которых можно быть некомпетентным. Основа моих убеждений в том, что христианская теология беспредметна; она бессвязна, бессодержательна; лишена логики и смысла. Полагаю, что Макграт мог бы присоединиться ко мне в моём неверии в фей, астрологию или в молот Тора. Как бы он ответил, если бы сказочник, астролог или викинг обвинили его в некомпетентности?Оригинальный текст (англ.)Yes, I have, of course, met this point before. It sounds superficially fair. But it presupposes that there is something in Christian theology to be ignorant about. The entire thrust of my position is that Christian theology is a non-subject. It is empty. Vacuous. Devoid of coherence or content. I imagine that McGrath would join me in expressing disbelief in fairies, astrology and Thor's hammer. How would he respond if a fairyologist, astrologer or Viking accused him of ignorance of their respective subjects?— Science & Theology News, 2005